# USA Toluges
L'Union Sportive Athlétique Toulougienne és un club esportiu de la població rossellonesa de Toluges. La seva secció masculina de bàsquet té el 2010-2011 el primer equip al grup A de la Nationale masculine 2 (la quarta divisió francesa); l'USAT (B) juga a prénationale (el cinquè nivell francès) i té diversos equips infantils i juvenils.
El mític president Jeannot Torondell, va morir el 18 de setembre de 2021, després d'haver lluitat ferotgement contra la malaltia. Amb 74 anys, l'home que va deixar la presidència l'any 2015 i va succeir al seu pare, fundador del club el 1964, fa temps que era una figura clau en el panorama del bàsquet català.

## Secció de bàsquet
La secció de bàsquet nasqué el 1964 en el si de la USAT. En les temporades 2003-2004 i 2006-2007 jugà a la Nationale masculine 1 (el tercer nivell del bàsquet francès). La temporada 2010-2011 tenia dues seccions de bàsquet sènior masculí en els campionats nacionals i equips de Baby, Mini-Poussins, Poussins (2), Benjamins (3), Cadets (2), Minimes (2) i Veterans (2).

## Palmarès
- 1994 Campió de França de Nationale 4 (denominació de la quarta divisió, aleshores)
- 2006 semifinalista de la Challenge coupe de France